# Tim Patch
Tim Patch (artiestennaam Pricasso) is een Australische kunstschilder en performancekunstenaar.
Hij schildert zijn schilderijen met behulp van zijn geslachtsdelen (penis en scrotum) en billen; hij gebruikt daarbij geen penselen. Hij schildert portretten, landschappen en vrouwelijk naakt.

## Biografie
Timothy James Francis Patch werd in 1949 of 1950 geboren in Groot-Brittannië.
Aanvankelijk studeerde hij aan het Portsmouth College of Art in Portsmouth (1966–1967). Nadien studeerde hij aan de kunstacademie West of England Academy of Art te Bristol (1969–1972).
In 1977 emigreerde hij naar Australië.
Daar hield hij zich bezig met houtsnijwerk en exposeerde zijn werken in kunstgalerieën (1978–1982). Hij maakte ook verschillende beeldhouwwerken op bestelling (1983–1984).
In 1984 richtte hij samen met zijn zus Sally een pottenbakkerskunst- en keramiekatelier op onder de naam Hellfire Pottery. Tim Patch ontwierp de kunstvoorwerpenen zijn zus was verantwoordelijk voor het management en de commerciële zaken. De werkplaats was in gebruik tot 2004.
Tussen 2002 en 2006 verbouwde hij zijn huis en het atelier dat erbij hoorde. Na de verbouwing kreeg zijn huis een Gaudi-achtig uiterlijk.
Tussen 2004 en 2006 schilderde hij ook portretten en karikaturen, deed aan performancekunst en hield exposities van zijn eigen werk.
Omdat de verkoop van zijn kunstwerken slechts een bescheiden inkomen opleverde, was hij genoodzaakt om als bouwvakker geld te verdienen.
In 2005 ontdekte hij zijn nieuwe talent; hij kon een portret met zijn penis schilderen. Daarvoor gebruikte hij zijn penis als penseel.
Tussen 2005 en 2006 heeft hij zich toegewijd aan het perfectioneren van zijn nieuwe creatieve uiting, die in het Engels penile art werd genoemd, wat zoveel betekent als "kunstschilderen met behulp van een penis". Hij deed ook aan performancekunst in die tijd.
Zijn nieuwe manier van schilderen werd met gemengde gevoelens ontvangen: zijn vader was sceptisch, kunstgalerijen waren niet geïnteresseerd in zijn nieuwe kunstwerken, maar de organisatoren van de tentoonstelling voor volwassenen Sexpo (Health Sexuality and Lifestyle Exhibition) in Perth in 2006 waren er enthousiast over.

## Pricasso

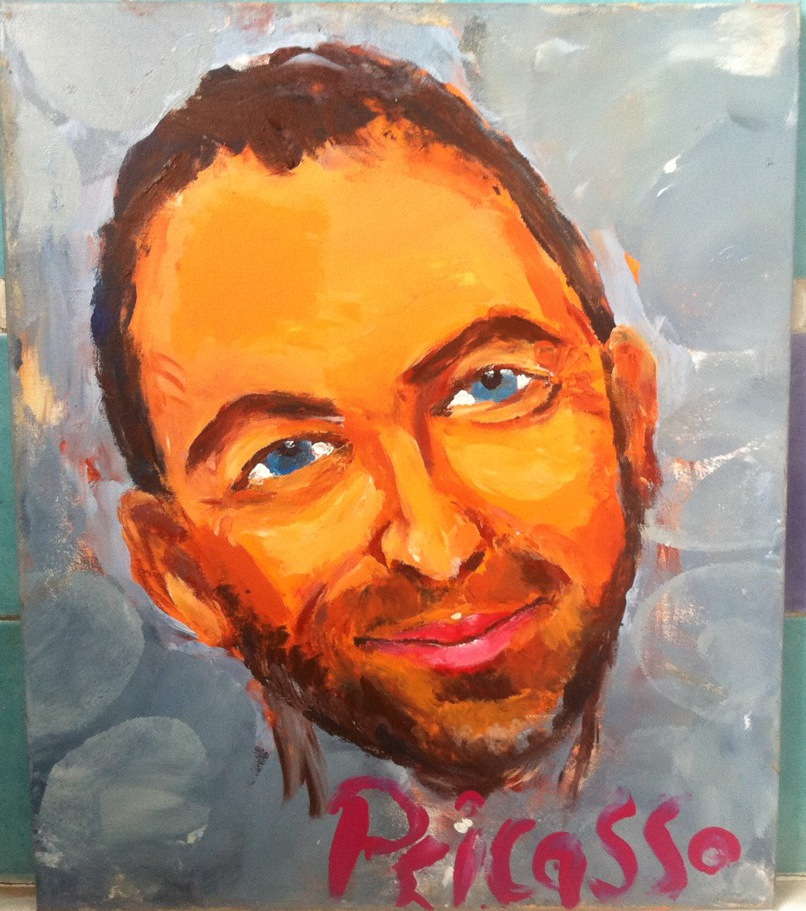
Het portret van Jimmy Wales – de medeoprichter van Wikipedia – geschilderd door Pricasso op basis van zijn foto in 2013

Pricasso ontstond in 2006. De artiestennaam komt van het Engelse vulgaire woord prick, wat penis betekent. Daarvoor heeft hij twee jaar lang het kunstschilderen met zijn penis geoefend.
In een interview heeft Tim Patch ooit toegegeven dat hij zelf ook moest wennen aan de nieuwe vorm van populariteit, die veroorzaakt werd door het schilderen van portretten met zijn penis.
De eerste twee portretten, geschilderd met zijn penis, die hij in het openbaar vertoonde, waren die van de minister-president van Australië John Howard en de leider van de oppositie Kim Beazley.
Gedurende de volgende zeven jaar nam hij deel aan eroticabeurzen voor volwassenen, die georganiseerd werden in verschillende werelddelen. Daar stond hij voor het publiek en schilderde live portretten met zijn penis.
Daarnaast maakte hij ook portretten op basis van foto's, kijkend naar een foto van de persoon die geportretteerd moest worden, zowel op persoonlijke bestelling als op bestelling van derden. Op deze manier heeft Tim Patch sommige bekende mensen geportretteerd, zoals bijvoorbeeld: Paris Hilton uitgebeeld als Mona Lisa, Hugh Hefner, Nelson Mandela, Jacob Zuma, Robert Mugabe, Barack Obama, George W. Bush, Elizabeth II en Jimmy Wales.
Hij heeft ook een zelfportret geschilderd.
In 2010 nam hij deel aan het Duitse RTL televisieprogramma Das Supertalent.
Zijn met zijn penis geschilderde kunstwerken maakten zowel positieve als negatieve emoties bij kijkers los.
Door het schilderen van vrouwelijk naakt met zijn penis heeft Pricasso vrouwelijke en mannelijke seksuele elementen met elkaar verbonden in zijn kunst.

## Penile art

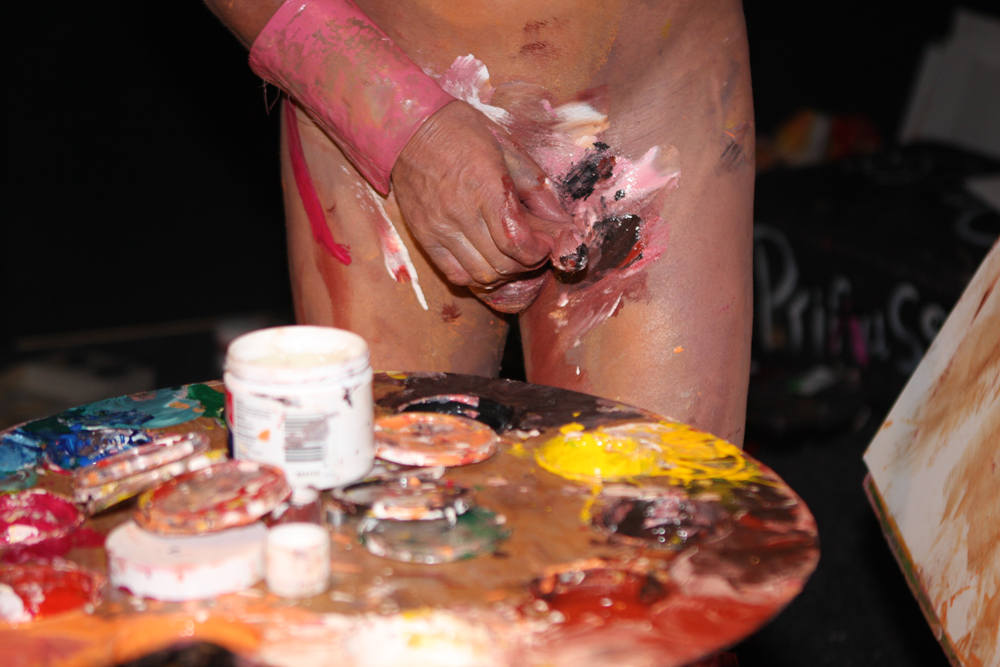
De kunstenaar aan het werk

Voordat Tim Patch begint met schilderen bedekt hij zijn geslachtsdelen en billen met vaseline. Dat doet hij om de huid een bescherming te bieden tegen irriterende bestanddelen van verf, zoals bv. kalk. Hij doet ook wat make-up op zijn gezicht, kleedt zich om in een speciale outfit en draagt een hoed.
Hij gebruikt uitsluitend veilige verf en hij gebruikt zachte soorten canvas en zacht papier als doek waarop hij zijn schilderijen vervaardigt. Hij draagt daarbij geen condoom. Gedurende het schilderen moet de penis stevig zijn en wel flexibel, maar niet in volle erectie. Zijn billen gebruikt hij om grotere oppervlaktes zoals bv. een achtergrond te schilderen.
Het duurt gemiddeld 20 minuten om een portret te schilderen.
Hij kan maar een beperkt aantal schilderijen maken wegens de slijtage van de epidermis . De regeneratie van de epidermis neemt enkele weken in beslag.
Om de echtheid van schilderijen die op penile art gemaakt zijn te waarborgen en te bevestigen dat geen enkele detail met de hand verbeterd was – neemt hij het hele gebeuren op op video. De video is inbegrepen bij de prijs.

## Privéleven
Hij was twee keer getrouwd en is vader van vier kinderen. Hij woont in Beechmont in de Australische staat Queensland. Zijn favoriete schilder is Goya. Tim Patch schrijft ook gedichten.